# Mörttjärnen (Åsele socken, Lappland, 714975-158180)
Mörttjärnen är en sjö i Åsele kommun i Lappland och ingår i Gideälvens huvudavrinningsområde.